# Bromfenak
Bromfenak – organiczny związek chemiczny, niesteroidowy lek przeciwzapalny stosowany w okulistyce. Wskazany w leczeniu zapalenia w obrębie gałki ocznej po zabiegu usunięcia zaćmy.
Bromfenak jest pochodną amfenaku, od którego różni się obecnością atom bromu w pozycji C4 grupy fenylowej. Halogenacja cząsteczki modyfikuje jej siłę działania, zarówno in vivo, jak i in vitro, zwiększając jej lipofilność, wydłuża czas działania przeciwzapalnego oraz poprawia jej wchłanianie przez rogówkę i przenikanie do tkanek oka.